# Салиха-султан (мать Махмуда I)
Салиха́-султа́н (тур. Saliha Sultan), также Салиха́ Себкати́-султа́н (тур. Saliha Sebkati Sultan; ок. 1680 — 21 сентября 1739) — наложница султана Османской империи Мустафы II, мать султана Махмуда I, валиде-султан.

## Биография

### Жена султана
О жизни Салихи известно мало. Турецкий историк Недждет Сакаоглу в своей книге «Султанши этого имущества» пишет, что о происхождении матери Махмуда I данных нет, однако он приводит легенду, согласно которой Салиха происходила из бедной семьи, проживавшей в Азапкапы. Однако турецкий историк Али Акйылдыз, автор статьи о Салихе в «Исламской энциклопедии» пишет, что родилась приблизительно в 1680 году, была греческого происхождения и в гарем попала, вероятно, в конце правления султана Ахмеда II. Согласно Сакаоглу, свой лакаб «Себкати», встречающийся в некоторых источниках, Салиха-султан получила в честь махласа сына-султана.
Согласно Али Акйылдызу, Салиха стала второй (после Алидженаб Кадын-эфенди) фавориткой молодого султана Мустафы II до декабря 1685 года. Однако Сакаоглу пишет, что до рождения сына Салиха провела в статусе хасеки восемь лет. 2 августа 1696 года в Эдирне Салиха-султан родила своего единственного ребёнка и первого сына Мустафы II — будущего султана Махмуда I. Как пишет Акйылдыз, тот факт, что Салиха стала матерью только одного ребёнка, может говорить о том, что в фаворе у султана она пробыла недолго. 23 августа 1703 года Мустафа II в результате инцидента в Эдирне отрёкся от престола в пользу полнородного брата Ахмеда и был отправлен в кафес, где и скончался спустя несколько месяцев. Салиха Себкати в числе других домочадцев бывшего султана была перевезена в Стамбул и выслана в Старый дворец, где провела в разлуке с сыном следующие 27 лет.

### Мать султана
1 октября 1730 года султан Ахмед III был свергнут в результате восстания Патрона Халила, и сын Салихи стал новым султаном. Сама она была вызвана из Старого дворца, получила титул валиде-султан и возглавила гарем сына. Салиха стала восьмой матерью султана, имевшей влияние на дворцовый протокол и администрацию.
Однако первые месяцы правления Махмуда прошли под опекой Патрона Халила и его последователей, приведших султана к трону. Ограничена во власти оказалась и сама Салиха: её действия контролировал второй сын Халила, не позволявший валиде принимать решения самостоятельно. Позднее, после расправы над бунтовщиками, главным помощником Салихи и её кетхюдой (управляющим) стал бывший казначей гарема Осман-эфенди.
Салиха предпочитала не вмешиваться в государственные дела, занимаясь делами гарема. Однако, если Махмуд спрашивал её совета, она всегда приходила сыну на помощь. Для обеспечения постоянного дохода в собственность валиде была передана ферма в Алибейкёе. Известно, что на этой ферме 31 августа 1734 года останавливался сын Салихи. Сама она время от времени покидала султанский дворец, чтобы остановиться в одном из прибрежных особняков или павильоне Шевкабад.
Салиха стала валиде в возрасте около пятидесяти лет, и здоровье её к этому времени уже было подорвано. В 1739 году в надежде на излечение она по просьбе сына переехала в один из прибрежных особняков султанской семьи, где и умерла 21 сентября. По приказу сына Салиха Себкати была похоронена в мавзолее Джедит Хаватин в Новой мечети. После смерти матери Махмуд I правил ещё пятнадцать лет и, несмотря на наличие шести фавориток, умер бездетным.

## Благотворительность и память
Как и многие матери султанов, Салиха Себкати занималась благотворительностью. В частности, она увлеклась строительством фонтанов: первый фонтан был установлен в 1725 году напротив месджида (малой мечети) Ситти-хатун в Силиврикапы, затем в 1735 году последовал фонтан в классическом османском стиле близ мечети Яведдуд в квартале Дефтердар, Эюп, и другие. Также по её приказу в Азапкапы вместе с фонтаном в 1732—1733 годах была построена начальная школа, разрушенная в 1957 году. На средства Салихи были отремонтированы и восстановлены многие строения Галаты, разрушенные пожаром 1731 года.
В 1732 году по приказу Махмуда I вокруг Бахчекёя был построен акведук, целью которого было довести воду до Галаты и Бейоглу; этот акведук получил имя Салихи-султан. Согласно легенде о происхождении Салихи из бедной семьи, проживавшей в Азапкапы, строительство фонтана и других строений в этом районе, а также строительство водных объектов в Галате её сыном-султаном было призвано укрепить родственные связи валиде с местом её происхождения.

## Комментарии
1. ↑  Эдирнский инцидент или Инцидент в Эдирне — восстание янычар, начавшееся в Стамбуле и завершившееся в Эдирне. Восстание стало результатом заключения Карловицкого мира, возвышения бывшего наставника Мустафы II шейх-уль-ислама Фейзуллы-эфенди и системы откупа, практиковавшейся в Османской империи[10].
2. ↑  Полностью титул выглядел как «мехд-и улья-ы салтанати Девлетлю Валиде Султан исмет-пенах»[12], однако чаще использовался сокращённый титул мехд-и улья[4] — «колыбель великого султана»[13]
3. ↑  Отсчёт ведётся от матери Мурада III Нурбану-султан[12].